# Abbaye du Val-de-Bressieux
L'abbaye du Val-de-Bressieux, dite également de Laval-Bénite ou de Laval-Bressieux, est un ancien monastère cistercien de moniales, situé dans la commune de Saint-Pierre-de-Bressieux, en Isère. Selon la plupart des sources, elle est fondée en 1119, en même temps que son abbaye jumelle masculine de Bonnevaux. Selon d'autres, elle aurait été fondée quelques années avant.

## Localisation
L'abbaye est située dans la petite vallée de la Baïse, parfois également appelé « Ruisseau de l'Abbaye », sur la commune de Saint-Pierre-de-Bressieux.

## Histoire

### Fondation
Les premières mentions de l'abbaye datent de la fondation de l'abbaye de Bonnevaux, filiale masculine de l'abbaye de Cîteaux. Selon toute vraisemblance, les femmes et filles des chevaliers désirant se faire moine dans le nouvel ordre cistercien, désireuses de les imiter dans une vie monastique, auraient demandé la fondation d'un monastère qui leur soit propre, et qui aurait été fondé en même temps que Bonnevaux, c'est-à-dire en 1119. En tout cas, lorsqu'Amédée de Lausanne et ses seize compagnons se présentent à Bonnevaux, leurs épouses sont acceptées à Bressieux. La mère d'Amédée devient également moniale à Bressieux. La seule certitude qu'on a est qu'à cette date l'établissement n'est qu'un prieuré, et pas une abbaye autonome.
Toutefois, le dictionnaire historique du Dauphiné de Guy Allard cite Jeanne comme abbesse du Val-de-Bressieux en 1117. La fondation de ce prieuré aurait donc précédé celle de Bonnevaux.
Jean-Joseph Expilly propose quant à lui une fondation en 1164 par Aymard, chevalier de la famille de Bressieux. Cette date correspond en réalité à la reconnaissance de l'abbaye par le pape Alexandre III, qui place le 15 mai cette fondation sous sa protection.

### Moyen Âge
L'abbesse la plus célèbre du Val-de-Bressieux est la veuve de Jean II de Viennois, Béatrice de Hongrie, qui, après la mort de son mari, se fait moniale à l'abbaye. En 1340, trois années avant sa mort, elle se démet de ses fonctions d'abbesse.

### Guerres de religion
Juste avant les guerres de Religion, l'abbaye compte trente religieuses. Mais le monastère est la cible des troupes armées qui pillent et incendient le monastère, violent et tuent les religieuses. En 1582, outre les sœurs en fuite ayant trouvé refuge en d'autres lieux, il ne reste que deux d'entre elles à l'abbaye.

### Transfert
L'abbaye est transférée à La Côte-Saint-André en mars 1633 ou en 1635. À cette date, elles ne sont plus que neuf religieuses, y compris l'abbesse.

## Filiation et dépendances
Val-de-Bressieu est fille de l'Abbaye de Bonnevaux.